# Sergej Koedentsov
Sergej Koedentsov (29 juli 1978) is een Russisch voormalig wielrenner die onder andere reed voor Polygon Sweet Nice. 

## Carrière
In het verleden kwam hij ook uit voor Premier en Marco Polo Cycling Team. Later in 2014 reed hij vanaf juli voor de Chinese ploeg Ningxia Sports Lottery Cycling Team. Waarna hij zijn carrière officieel beëindigde.
In 1999 won hij de Five Rings of Moscow. Sindsdien won hij etappes in onder andere de Ronde van Indonesië, de Ronde van Korea en de Ronde van Hainan. Hij is voornamelijk actief geweest in Azië.

## Overwinningen
1999
Five Rings of Moscow
2003
3e en 8e etappe Ronde van de Zuid-Chinese Zee
2004
7e etappe Ronde van de Zuid-Chinese Zee
2006
2e en 4e etappe Ronde van Chong Ming
2e en 8e etappe Ronde van Indonesië
2007
6e etappe Ronde van Korea
1e en 4e etappe Ronde van Hainan
2008
5e en 6e etappe Ronde van de Zuid-Chinese Zee
2009
1e etappe Ronde van Oost-Java
3e en 8e etappe Ronde van Indonesië
2010
2e etappe Melaka Chief Minister Cup
1e (TTT), 4e en 9e etappe Ronde van Indonesië
2e, 4e en 5e etappe Ronde van het Poyangmeer
Eindklassement Ronde van het Poyangmeer